# Куликівський узвіз
Куликі́вський узві́з — узвіз у Київському районі Харкова. Починається від вулиці Дарвіна і йде вниз за рельєфом на південь до Куликівської вулиці.

## Історія й назва
Початок забудови вулиці відносять до XVIII століття. Разом із нинішньою вулицею Дарвіна вона називалася Садово-Куликівською. Назва походить від прізвища роду Куликовських — слобідсько-українського дворянського роду, полковників Харківського слобідського козацького полку Прокопія і його сина Матвія, який потім став предводителем харківського дворянства.
У 1888 році на південному кінці вулиці поселився губернатор. Це призвело до того, що частину вулиці почали звати Губернаторською, хоча офіційного перейменування не було. У 1922 році її перейменували у вулицю Революції в пам'ять про Жовтневий переворот. Під час німецької окупації Харкова тодішня влада повернула вулиці назву Губернаторська, а трохи згодом замінила її на вулицю Сумцова. Після окупації Харкова радянськими військами у 1943 році вулицю знову назвали вулицею Революції.
20 листопада 2015 року згідно із законом про декомунізацію вулицю було перейменовано на Куликівський узвіз.

## Будинки

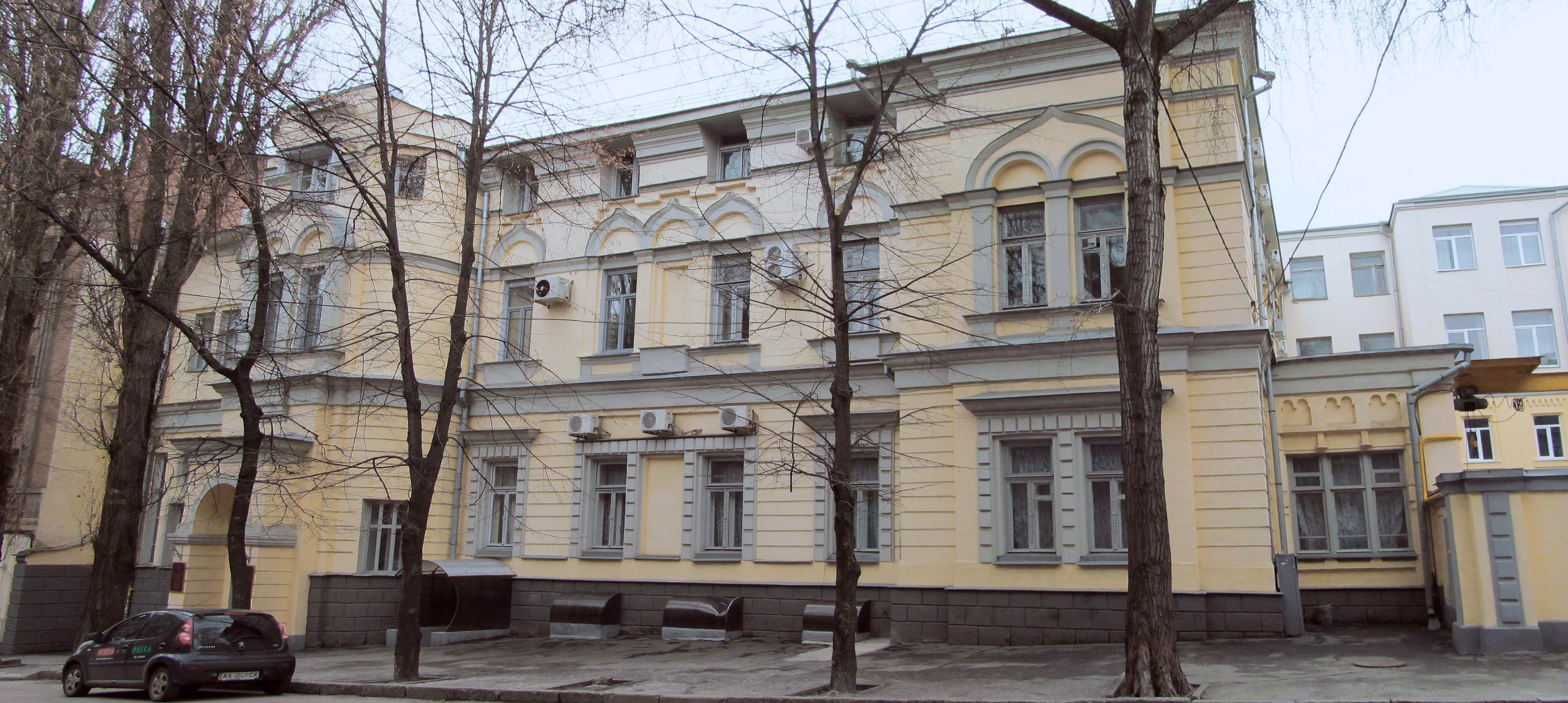
Будинок № 12

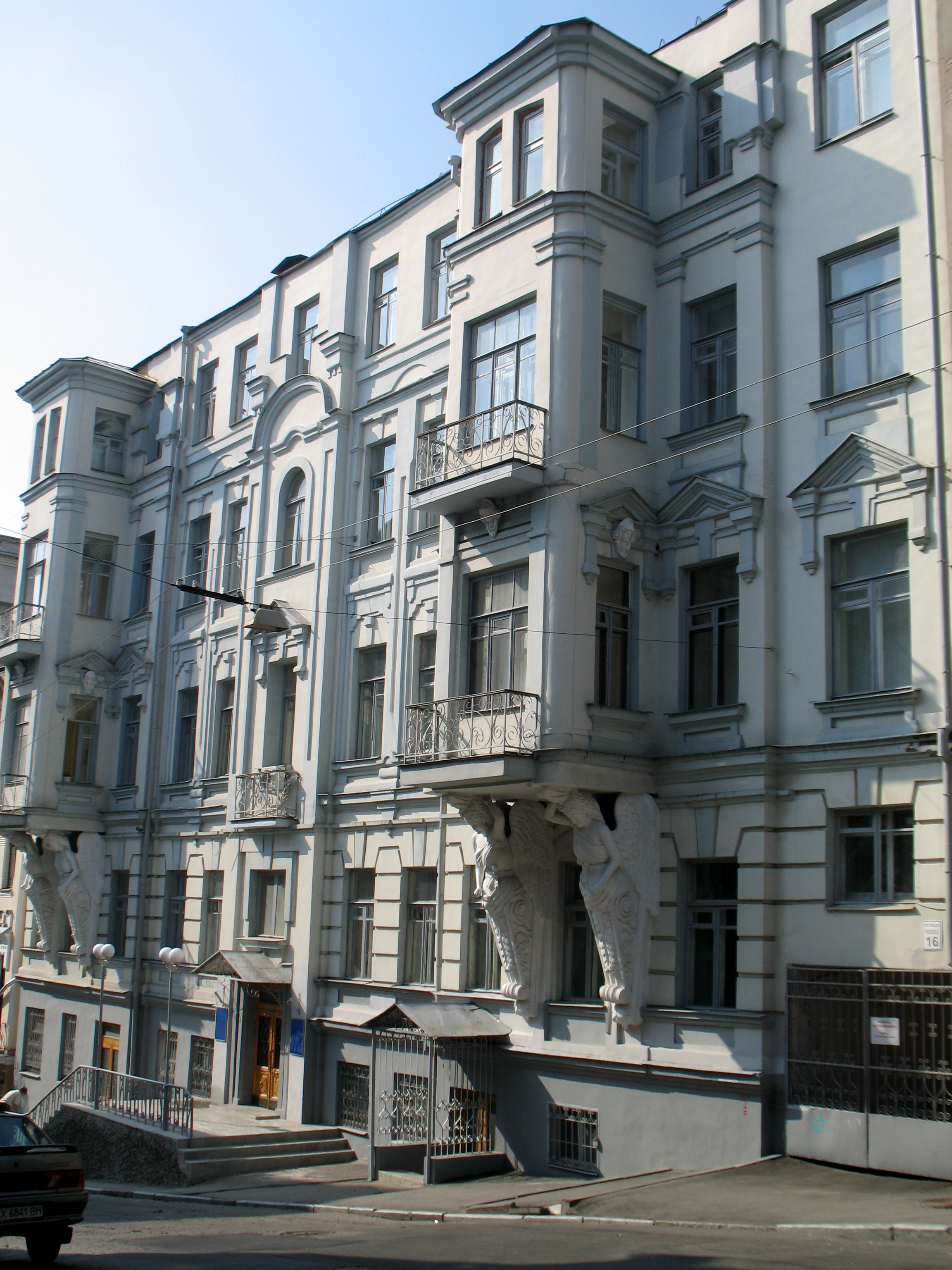
Будинок № 16

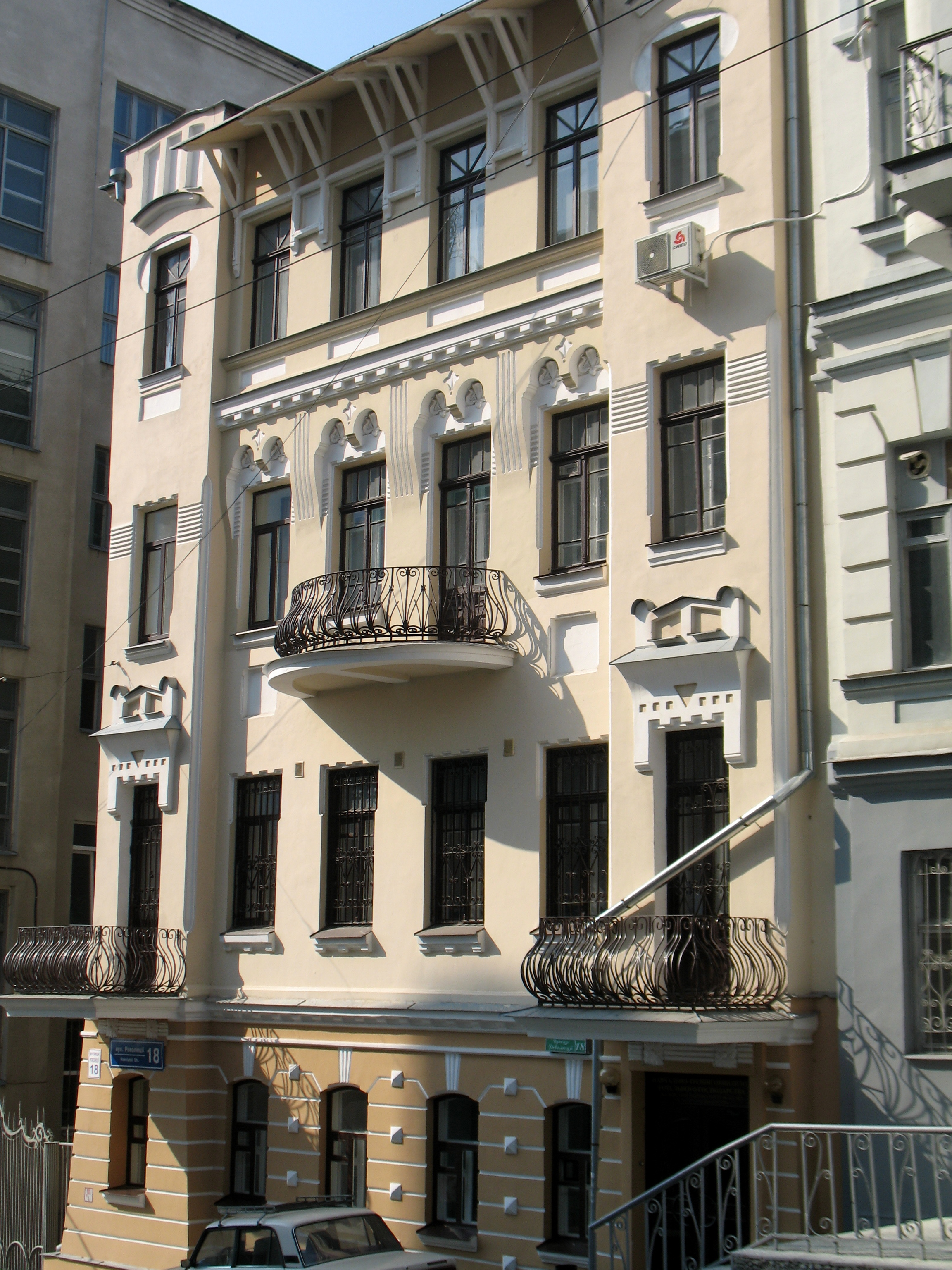
Будинок № 18

Незважаючи на незначну довжину Куликівського узвозу, велика кількість будинків на ньому є пам'ятками архітектури Харкова.
- Будинок № 3 — Пам'ятка архітектури, охорон. № 247. Дитячий притулок, побудований у 1891 році архітектором С. І. Загоскіним. Нині в цьому будинку розміщується Харківський базовий медичний коледж № 1.
- Будинок № 7 — Цей невеликий одноповерховий будинок колись належав Миколі Федоровичу фон-Дітмару, видатному промисловцеві й громадському діячеві, гласному Харківської міської думи[3].
- Будинок № 8 — Пам'ятка архітектури, охорон. № 249. Житловий будинок, архітектор О. М. Бекетов, 1906 рік. Будинок постраждав від надбудови двох поверхів у радянські часи.
- Будинки № 9, 14 — Пам'ятки архітектури, охорон. № 248, 251. Житлові будинки невідомих архітекторів поч. XX століття.
- Будинок № 10 — Будинок належав одній з найбагатших сімей Російської імперії — Рубінштейнам. Знаменита танцівниця й акторка Іда Львівна Рубінштейн виросла в цій родині. Будинок також був надбудований пізніше. Деякі інші джерела називають будинок № 12 особняком Рубінштейнів.[4]
- Будинки № 12, 16 — У цих будинках нині розміщується Харківський національний університет міського господарства імені О. М. Бекетова.

Будинок № 12 — Пам'ятка архітектури, охорон. № 250. Особняк княгині Ширинської-Шихматової, кінець XIX століття. Архітектор, імовірно, В. Х. Нємкін.

Будинок № 16 — Пам'ятка архітектури, охорон. № 252. Колишній житловий будинок, 1903 рік. Архітектор М. І. Дашкевич.
- Будинок № 15 — Міський клінічний шкірно-венерологічний диспансер № 5[5].
- Будинок № 18 — Пам'ятка архітектури, охорон. № 253. Прибутковий будинок, архітектор Ю. С. Цауне, 1908 рік.

## Втрачені будинки
На початку узвозу, там, де зараз студентська лікарня, стояв будинок знаного українського поета, ректора університету П. П. Гулака-Артемовского.
Про розташування колишнього губернаторського будинку точних відомостей немає.

## Історичні події

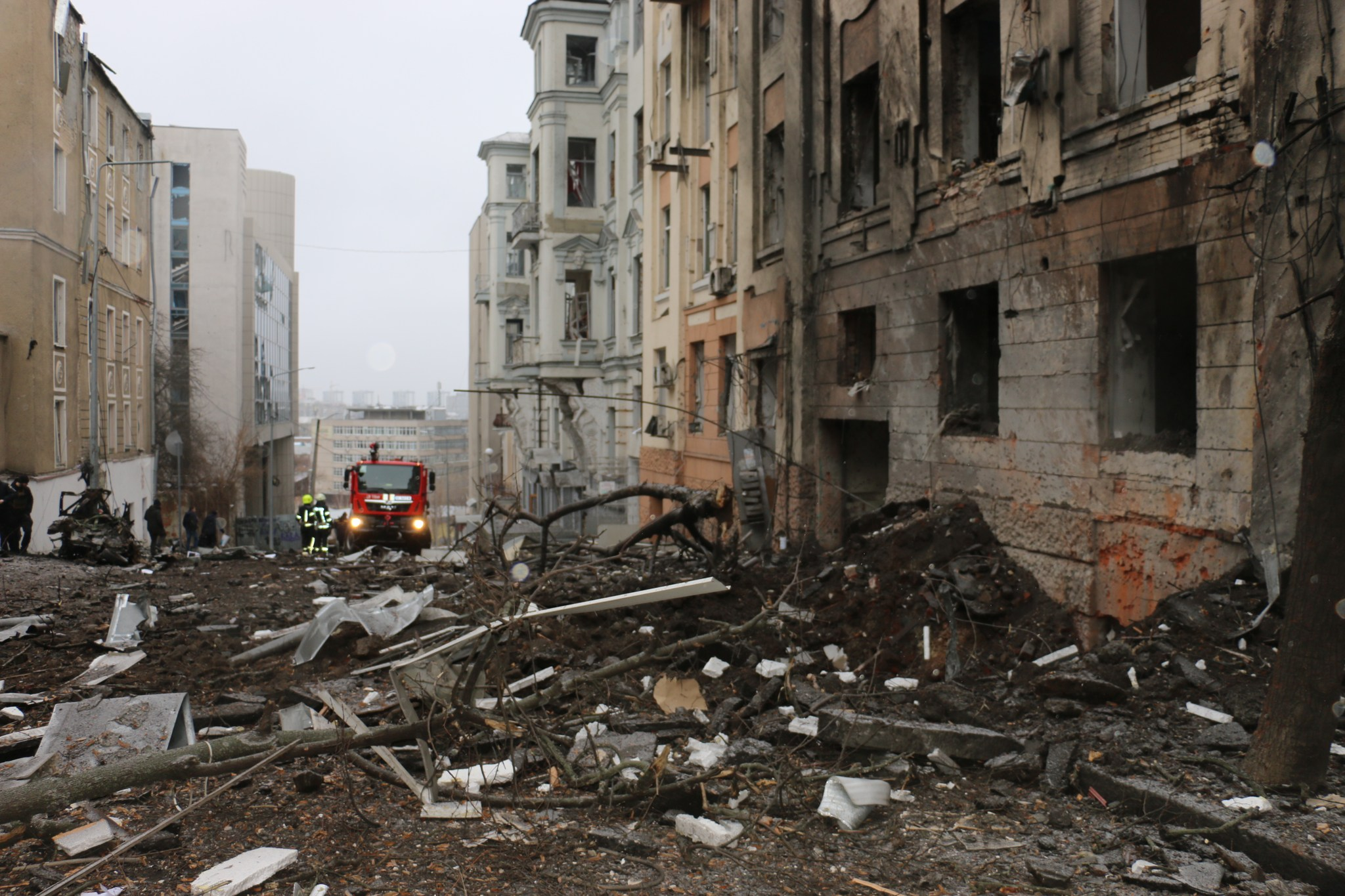
Узвіз після ракетного удара 2023 року

В 1920—1921 роках майже вся Губернаторська вулиця перебувала у розпорядженні армійської ВНК. Тут розташувались особливий відділ 14-ї армії, особвідділ Південно-Західного фронту, Управління Особливих відділів Південного та Південно-Західного фронтів радянських окупаційних сил. В колишній губернаторській резиденції утримували ув'язнених.
5 лютого 2023 року російська ракета пошкодила кілька будинків на узвозі, в тому числі 4 пам'ятки містобудування і архітектури, а інша частково зруйнувала сусідній університет міського господарства.